# Zidani Most (stacja kolejowa)
Zidani Most – stacja kolejowa w miejscowości Zidani Most, w regionie Styria, w Słowenii.
Stacja jest zarządzana przez SŽ-Infrastruktura. Jest ważnym węzłem kolejowym.

## Linie kolejowe
- Dobova – Lublana
- Zidani Most – Šentilj